# جنگ کلانگ
جنگ کلانگ (انگلیسی: Klang War) یا جنگ داخلی سلانگور مجموعه ای از مناقشات در ایالت سلانگور در شبه‌جزیره مالایی (مالزی کنونی) بود که از سال ۱۸۶۷ تا ۱۸۷۴ ادامه داشت. در ابتدا، نزاع تنها بین راجا عبدالله، فرماندار کلانگ والی و راجا مهدی بود. در ادامه این درگیری، تنکو کدین (تنکو ضیاء الدین) که یک شاهزاده کداحی بود و دیگر گروه‌های رقیب مالایی و چینی به آن ملحق شدند. در نهایت برنده این جنگ، تنکو کدین و راجا اسماعیل (پسر عبدالله) بودند.

## تاریخچه
در سال ۱۸۵۴، سلطان محمد شاه سلطان سلانگور، راجه عبدالله بن راجه جعفر را به عنوان حکمران کلانگ والی تعیین کرد. مدتها قبل، راجه عبدالله و برادرش راجه جمعه به راجه سلیمان کمک کرده بودند تا بدهی خود را، که حاصل یک معامله پرریسک معدن بود، تسویه کند و به همین خاطر با دریافت حکمرانی کلانگ والی، پاداش این کار خود را دریافت کرد. قبل از این انتصاب، راجه مهدی که نوه سلطان محمد شاه و پسر راجه سلیمان بود، به عنوان حکمران کلانگ والی به خدمت مشغول بود؛ پس از این که راجه عبدالله در این مقام منصوب شد راجه مهدی از تمام حقوق و امتیازات خود محروم گردید.